# Namibian Sun
Die Namibian Sun (auch Daily Sun) ist eine in Windhoek erscheinende Tageszeitung.  Sie ist die einzige Boulevardzeitung des Landes und erscheint wie auch die Allgemeine Zeitung und Die Republikein bei Namibia Media Holdings. Sie war zwischen dem 15. Oktober 2010 und dem 26. März 2011 die einzige Tageszeitung des Landes, die auch samstags erschien.
Bis zum 15. Oktober 2010 erschien die Zeitung als Wochenzeitung nur donnerstags. Seitdem erschien sie auf tagesaktuelle Themen beschränkt von Montag bis Freitag, am Samstag erschien die Hauptausgabe. Die Hauptausgabe (Namibian Sun) und Tagesausgaben (Daily Sun) unterschieden sich in ihrem Layout und der Struktur. Mit Berufung des neuen Chefredakteurs Jan Poolman (bis 2023) wurde die Erscheinungsweise zum 26. März 2011 auf Montag bis Freitag beschränkt; die Samstagsausgabe entfiel und deren Inhalte flossen in die Freitagsausgabe ein.

## Zielgruppe und Auflage
Mit einer Auflage von 36.000 Exemplaren zählt sie zu den am weitesten verbreiteten Zeitungen des Landes. Zielgruppe sind jüngere Leser zwischen 18 und 40 Jahre, die sich vor allem für Boulevardthemen interessieren. Auffallend ist die fast ausschließlich mit bunten Fotos belegte Titelseite.